# Dharamszala

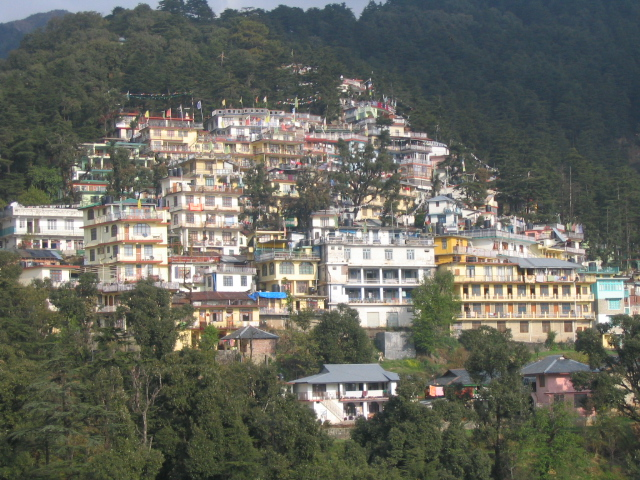
McLeod Gandzs

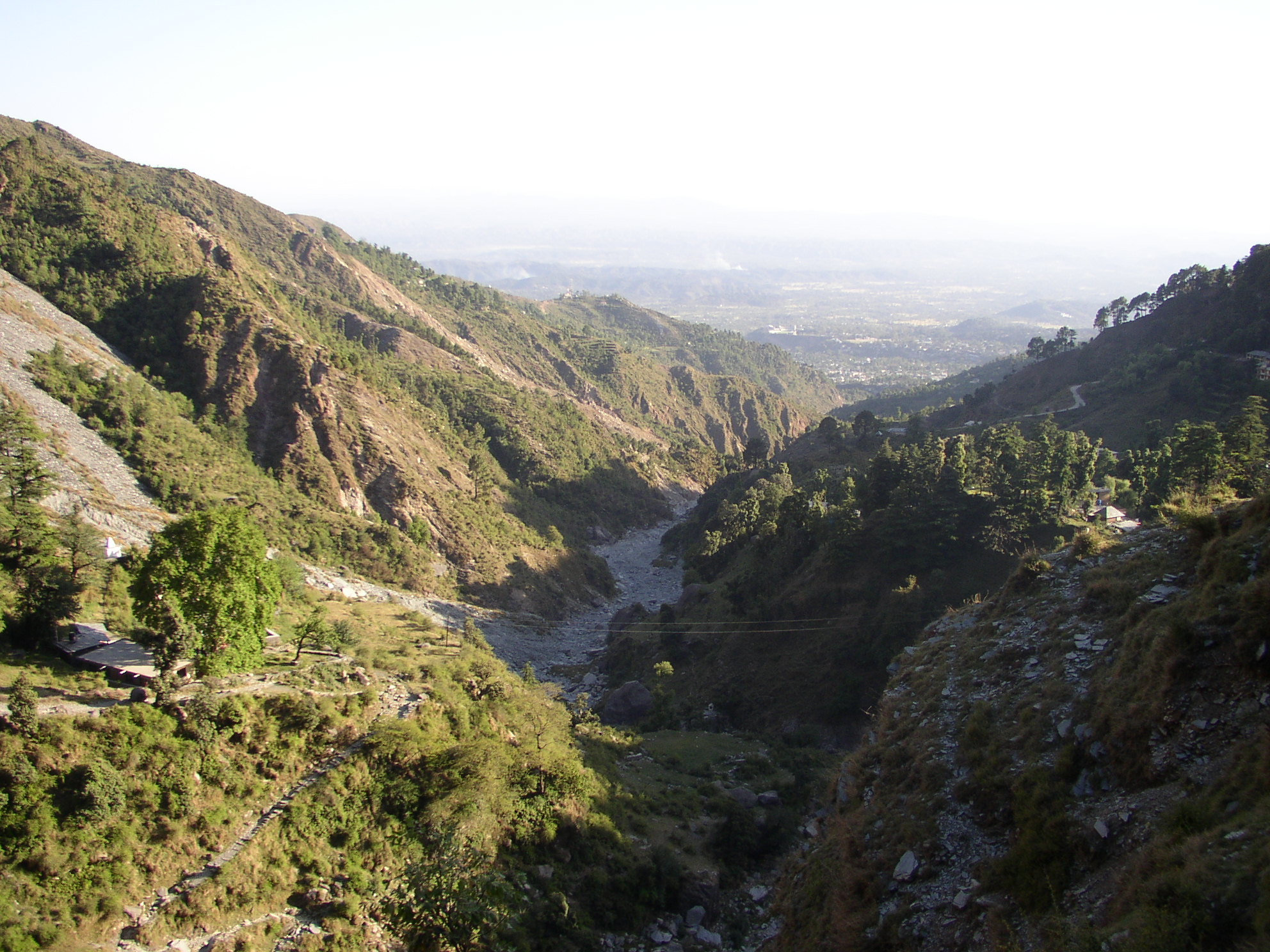
A dharmasálai völgy látképe

Dharamszala (tibeti: དྷ་རམ་ས་ལ་) vagy Dharmasála (hindiül: धर्मशाला) észak-indiai város, Himácsal Prades állam kormányának téli székhelye és egyben a Kangra kerület központja.
A település a Kangra-völgy felső részén helyezkedik el, sűrűn körbevéve örökzöld erdővel, amelyben a fák többsége himalájai cédrus. A Dhauladar hegységben található, 29 km² alapterületű város átlagos tenger feletti magassága eléri az 1457 métert. A város alsó és felső Dharmasálára oszlik, melyek egymástól mintegy 9 kilométerre helyezkednek el. Időjárására jellemző a sok eső. Sok üzlet és hivatal zárva tart hétfőn.
Dharmasála felső városrésze (McLeod Gandzs) ad otthont a 14. Dalai Lámának és a száműzetésben lévő tibeti kormánynak 1959 májusa óta. Dharmasála a tibeti száműzöttek központja Indiában. Az 1959-es tibeti felkelést követően hatalmas áradatban érkeztek ide a menekültek Tibetből, akik a dalai lámát követték. Az ő jelenléte és a tibeti lakosság miatt rengeteg turista látogat Dharmasálába évente.

## Neve
A város nevét a latin írásmódot használó nyelvekre többféleképp írják át, elsősorban: Dharamshala, Dharamsala, vagy ritkábban Dharm(a)shala és Dharm(a)sala. A KNMH-ban Dharmszala, illetve Dharamszala néven szerepel.

## A tibeti menekült közösség

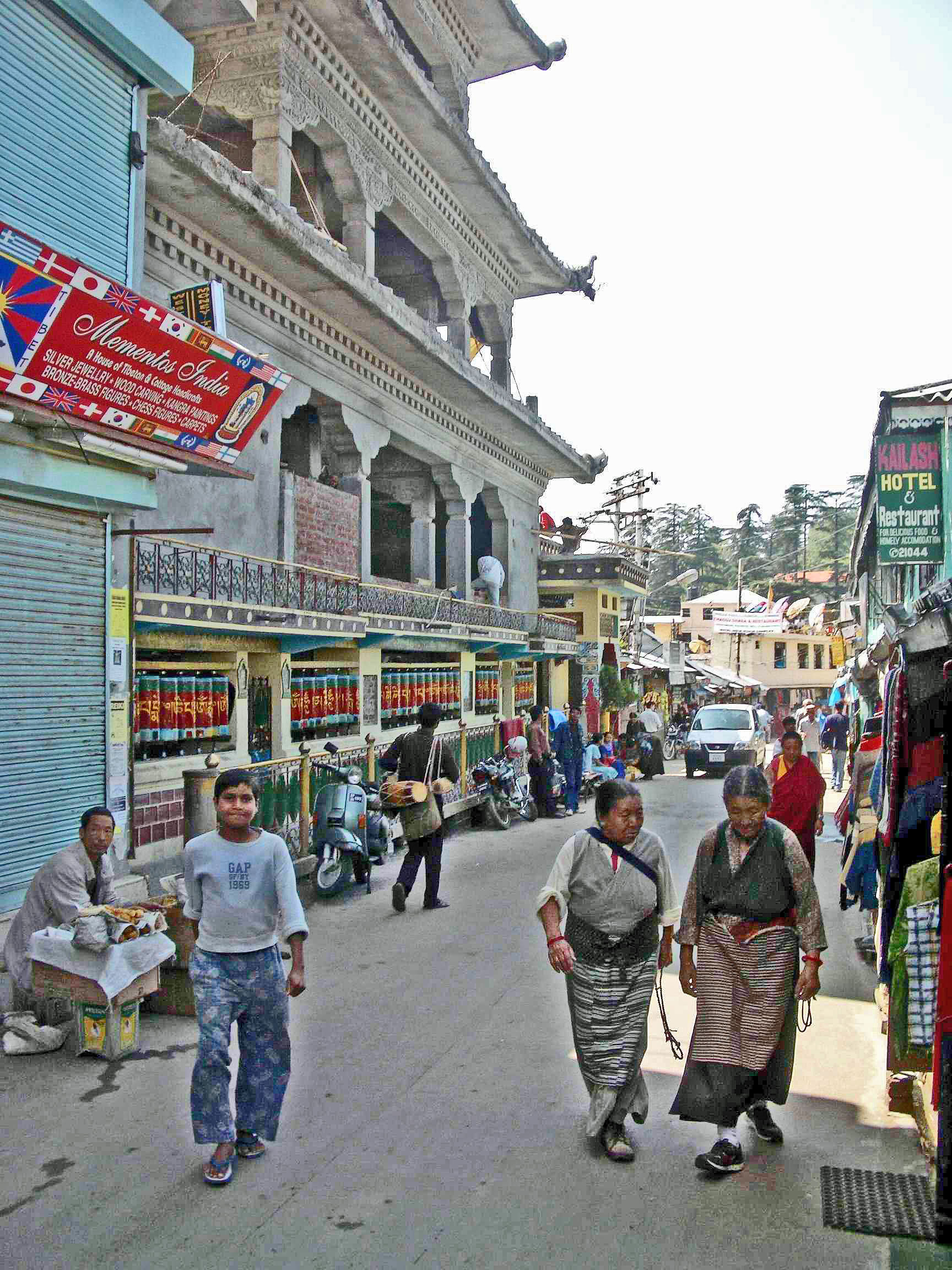
A tibeti városrész főutcája

A 19. századtól már több buddhista és hindu kolostor épült ezen a területen. Dharmasálában 1959-ben kezdődött a tibeti menekültek letelepedése az indiai miniszterelnök engedélyével, amikor őszentsége, a Dalai Láma elmenekült a Kína által megszállt Tibetből. A rákövetkező évben alapították meg a száműzetésben lévő tibeti kormányt.
1970-ben nyitotta meg Tendzin Gyaco a Tibeti Művek és Archívumok Könyvtárát, amelyben ma már több mint 80 000 kézirat és egyéb fontos forrás található a tibeti történelemről, politikáról és kultúráról. A tibetológia számára ez a szervezet a legjelentősebb az egész világon.
Több ezer tibeti menekült él a területen, főleg Dharmasála felső részében, ahol számos kolostort, templomot és iskolát építettek a lakosság számára. Gyakran nevezik ezt a városrészt kis Lhászának - Tibet fővárosa után - vagy Dhászának is (Dharamszala és Lhásza nevéből). Mára jelentős turistaközponttá vált a város, rengeteg hotellel és étteremmel.

## McLeod Gandzs
Dharmasála fölött, busszal 10 km-es távolságban található. A tibeti száműzött kormány székhelye. A legnagyobb tibeti közösség itt él (vörösbarna öv jellemzi őket). A település a nevét David McLeod után kapta, aki Pandzsáb kormányzója volt az 1850-es években. A település adminisztrációs központ volt az 1905-ös földrengésig, amikor elvesztette kitüntető szerepét. Az 1960-as évek óta a buddhista és tibeti kultúra tanulmányozásának központjává vált.

### Látnivalók McLeod Gandzsban
- Tsuglagkhang Complex - buddhista templomegyüttes, ez magába foglalja a fotangot, vagyis a Dalai Láma hivatalos székhelyét, a Namgyal Gompát, és a Tibet Múzeumot. A Tsuglagkhang a száműzetésben a tibeti Dzsokhang templom megfelelője. A főbejáratnál található a Tibet Múzeum, ami a kínai megszállás és a száműzetés történetét mutatja be fényképekkel, interjúkkal, videóklipekkel illusztrálva.
- A Tsuglagkhang mellett található a Kalacsakra templom, amit 1992-ben építettek. Falfestményeket tartalmaz, amik a Kalacsakrát ábrázolják (= Az idő kereke). Szellemi kapcsolatban áll Avalokiteszvarával, akinek jelenlegi földi képviselője a Dalai Láma. Évente egyszer, a harmadik tibeti hónap ötödik napján homokból készült mandalákat készítenek. Fényképezni általában szabad, de tilos a Kalacsakra templomban. A tanítások alatt tilos fényképezőgépet, mobiltelefont használni és cigarettázni.
- Gangcsen Kjisong kormányzati részében található a Tibeti munkák archívumának könyvtára. A gyűjtemény a Tibetből kimenekített kulturális javakat tartalmazza, főleg szent szövegeket, amik egy részét már lefordították angolra vagy más európai nyelvre. A gyűjtemény megtekintéséhez útlevél és ideiglenes engedély szükséges. Lehetőség van a tibeti nyelv elsajátítására kezdők és haladók számára is.
- Kissé feljebb található a kulturális múzeum, ahol szobrok, régi tibeti tárgyak, könyvek és háromdimenziós mandalák láthatók. Ugyancsak itt van a Necsung Gompa, a tibeti állami jóshely.
- Lejjebb a hagyományos tibeti gyógyítás és asztrológia, az amcsi intézete, a Men-Tsee-Khang és annak múzeuma található.

## Látnivalók
- Kangra Művészet Múzeuma (Museum of Kangra Art): a „kangra iskola” miniatűr festményeit mutatja be, faragványok, szövetek és hímzések mellett a helyi rádzsák hajdani fegyvereit is.
- „Losar” tibeti újév - buddhista ünnep egész Indiában maszkos felvonulásokkal. Decemberben vagy januárban tartják. A Dalai Láma ilyenkor rendszerint nyilvános tanításokat ad.
- Július 6., a Dalai Láma születésnapja.
- December 10-12.: a Dalai Láma Nobel-békedíjának megünneplése a „Nemzetközi Himalája fesztivál” keretében.

## Közlekedés
Rendszeres buszjárat van Dharmasála és McLeod Gandzs között, ami félóránként jár (az út kb. 35 percet vesz igénybe). Delhibe busz jár, ami este indul (időtartam kb. 12 óra). McLeod Gandzsba taxival is el lehet jutni. További rendszeres buszjáratok vannak a környező városokba.
A legközelebbi vasútállomás Kangra Mandirban van.
A legközelebbi repülőtér a 15 km-re lévő Kangrában van, ahonnan naponta vannak járatok Delhibe.